# Patrick Poulin
Joseph Emelien Patrick Poulin, född 23 april 1973, är en kanadensisk före detta professionell ishockeyforward som tillbringade elva säsonger i den nordamerikanska ishockeyligan National Hockey League (NHL), där han spelade för Hartford Whalers, Chicago Blackhawks, Tampa Bay Lightning och Montreal Canadiens. Han producerade 235 poäng (101 mål och 134 assists) samt drog på sig 299 utvisningsminuter på 634 grundspelsmatcher.
Poulin spelade även för Springfield Indians och Citadelles de Québec i American Hockey League (AHL); Indianapolis Ice i International Hockey League (IHL) samt Laser de Saint-Hyacinthe i Ligue de hockey junior majeur du Québec (LHJMQ).
Han draftades av Hartford Whalers i första rundan i 1991 års draft som nionde spelare totalt.
Poulin är far till Sam Poulin, som spelar själv i NHL. Sonen är också gudson till hans nära vän Jocelyn Thibault, som spelade som ishockeymålvakt i NHL mellan 1993 och 2008.

## Statistik
| 1988–1989    | Gouverneurs de Sainte-Foy | LHMAAAQ      | 42  | 28  | 42  | 70  | 44  | 13 | 13 | 23 | 36 | 24 |
| 1989–1990    | Laser de Saint-Hyacinthe  | LHJMQ        | 60  | 25  | 26  | 51  | 55  | 12 | 1  | 9  | 10 | 5  |
| 1990–1991    | Laser de Saint-Hyacinthe  | LHJMQ        | 56  | 32  | 38  | 70  | 82  | 4  | 1  | 1  | 2  | 6  |
| 1991–1992    | Hartford Whalers          | NHL          | 1   | 0   | 0   | 0   | 0   | 7  | 2  | 1  | 3  | 0  |
|              | Laser de Saint-Hyacinthe  | LHJMQ        | 56  | 52  | 86  | 138 | 56  | 5  | 2  | 2  | 4  | 4  |
|              | Springfield Indians       | AHL          | —   | —   | —   | —   | —   | 1  | 0  | 0  | 0  | 0  |
| 1992–1993    | Hartford Whalers          | NHL          | 81  | 20  | 31  | 51  | 37  | —  | —  | —  | —  | —  |
| 1993–1994    | Hartford Whalers          | NHL          | 9   | 2   | 1   | 3   | 11  | —  | —  | —  | —  | —  |
|              | Chicago Blackhawks        | NHL          | 58  | 12  | 13  | 25  | 40  | 4  | 0  | 0  | 0  | 0  |
| 1994–1995    | Chicago Blackhawks        | NHL          | 45  | 15  | 15  | 30  | 53  | 16 | 4  | 1  | 5  | 8  |
| 1995–1996    | Chicago Blackhawks        | NHL          | 38  | 7   | 8   | 15  | 16  | —  | —  | —  | —  | —  |
|              | Indianapolis Ice          | IHL          | 1   | 0   | 1   | 1   | 0   | —  | —  | —  | —  | —  |
|              | Tampa Bay Lightning       | NHL          | 8   | 0   | 1   | 1   | 0   | 2  | —  | —  | —  | —  |
| 1996–1997    | Tampa Bay Lightning       | NHL          | 73  | 12  | 14  | 26  | 56  | —  | —  | —  | —  | —  |
| 1997–1998    | Tampa Bay Lightning       | NHL          | 44  | 2   | 7   | 9   | 19  | —  | —  | —  | —  | —  |
|              | Montreal Canadiens        | NHL          | 34  | 4   | 6   | 10  | 8   | 3  | 0  | 0  | 0  | 0  |
| 1998–1999    | Montreal Canadiens        | NHL          | 81  | 8   | 17  | 25  | 21  | —  | —  | —  | —  | —  |
| 1999–2000    | Montreal Canadiens        | NHL          | 82  | 10  | 5   | 15  | 17  | —  | —  | —  | —  | —  |
| 2000–2001    | Montreal Canadiens        | NHL          | 52  | 9   | 11  | 20  | 13  | —  | —  | —  | —  | —  |
| 2001–2002    | Montreal Canadiens        | NHL          | 28  | 0   | 5   | 5   | 6   | —  | —  | —  | —  | —  |
|              | Citadelles de Québec      | AHL          | 31  | 12  | 7   | 19  | 6   | 3  | 0  | 2  | 2  | 0  |
| NHL totalt   | NHL totalt                | NHL totalt   | 634 | 101 | 134 | 235 | 299 | 32 | 6  | 2  | 8  | 8  |
| AHL totalt   | AHL totalt                | AHL totalt   | 31  | 12  | 7   | 19  | 6   | 4  | 0  | 2  | 2  | 0  |
| LHJMQ totalt | LHJMQ totalt              | LHJMQ totalt | 172 | 109 | 150 | 259 | 193 | 21 | 4  | 12 | 16 | 15 |

### Internationellt
| Källa:        | Källa:        | Källa:        |         | Utv = Utvisningsminuter | Utv = Utvisningsminuter | Utv = Utvisningsminuter | Utv = Utvisningsminuter | Utv = Utvisningsminuter |
| År            | Lag           | Mästerskap    | Matcher | Mål                     | Assists                 | Poäng                   | Utv                     |                         |
| ------------- | ------------- | ------------- | ------- | ----------------------- | ----------------------- | ----------------------- | ----------------------- | ----------------------- |
| 1992          | Kanada        | JVM           | 7       | 2                       | 2                       | 4                       | 2                       |                         |
| Junior totalt | Junior totalt | Junior totalt | 7       | 2                       | 2                       | 4                       | 2                       |                         |